# Кирил Зарев
Кирил Димитров Зарев е политик от Българската комунистическа партия.

## Биография
Роден е в Мало село на 6 март 1926 г. През 1941 г. става член на РМС, след 9 септември 1944 г. постъпва на военна служба и става войник в Българската народна гвардия (подразделение на Българската армия съставено от доброволци – бивши партизани и др. членове на БКП) и през 1945 г. участва като доброволец на фронта във втората фаза на водената Отечествена война на България в състава на Първа българска армия в Унгария и Австрия. След уволнението си от военна служба е деятел на РМС, а от 1947 г. е член на БРП (комунисти). Завършва Икономо-статистическия институт в Москва през 1953 г. Там като студент е председател на земляческата организация на българските студенти. След това работи в Централното статистическо управление.
В периода 1964 – 1969 г. е заместник-председател и първи заместник-председател на Държавния комитет по планиране. Между 1969 и 1974 г. е председател на Българската народна банка. От 1974 до 1975 г. е министър на труда и социалните грижи и заместник-председател на Министерския съвет, секретар на ЦК на БКП (1982 – 1986). През периода юни 1986 – август 1987 г. е отново заместник-председател на Министерския съвет в правителството на Георги Атанасов, а от август 1987 до ноември 1989 г. е председател на партийно държавната комисия по пренасочване на кадрите.
От ноември 1989 до февруари 1990 г. е заместник-председател на Министерския съвет и министър на икономиката и планирането. По думите му, почти незабавно подава оставка, научавайки подробности за катастрофалното икономическо положение на страната.
Между 1976 и 1990 г. е член на ЦК на БКП. Постоянен представител на България в СИВ (1986 – 1987). Народен представител в 7-о, 8-о и 9 то Народно събрание 1976 – 1990 г. Герой на социалистическия труд, награден с орден „13 века България“.
Умира на 19 февруари 2000 г.